# Gregorios Yohanna Ibrahim
Grzegorz (wł. Yohanna Ibrahim, ur. 18 sierpnia 1949 w Al-Kamiszli) – duchowny Syryjskiego Kościoła Ortodoksyjnego, od 1979 arcybiskup Aleppo. 

## Życiorys
26 lipca 1973 złożył śluby zakonne. 13 lutego 1976 został wyświęcony na diakona, a dwa dni później przyjął święcenia kapłańskie. Sakrę biskupią otrzymał 4 marca 1979 roku. 22 kwietnia 2013 nieznani sprawcy porwali hierarchę razem z prawosławnym biskupem Aleppo Pawłem. O porwanie posądzani byli rebelianci, jako że hierarcha krytykował akty przemocy ze strony zbrojnej opozycji. Wiadomo jednak, że był krytyczny również wobec autorytarnych rządów Baszszara al-Asada, między innymi wzywał do demokratyzacji Syrii, zawieszenia broni i przeprowadzenia wolnych wyborów, w związku z czym podejrzenia padają również na ówczesne syryjskie służby państwowe. Dalsze losy hierarchów pozostają nieznane, prawdopodobnie obaj duchowni zginęli męczeńską śmiercią.